# Anthony Lopes
Anthony Lopes (Givors, 1 oktober 1990) is een Portugees–Frans voetballer die als doelman speelt. Hij stroomde in 2012 door vanuit de jeugd van Olympique Lyon, waar hij in juli 2015 zijn contract verlengde tot medio 2020. In 2015 debuteerde Lopes voor Portugal.

## Clubcarrière
Lopes komt uit de jeugdacademie van Olympique Lyon. Op 6 december 2012 debuteerde hij voor Lyon in de Europa League tegen het Israëlische Hapoel Ironi Kiryat Shmona. Hij speelde de volledige wedstrijd. Toen Hugo Lloris in 2012 vertrok naar het Engelse Tottenham Hotspur werd Rémy Vercoutre eerste doelman en Lopes reservedoelman. Eind april 2013 viel Vercoutre uit met een zware blessure, waardoor Lopes zijn plek in doel overnam. Op 28 april 2013 debuteerde hij in de Ligue 1 tegen AS Saint-Étienne. Lopes verlengde in juli 2015 zijn contract bij Lyon tot medio 2020.

## Spelersstatistieken
| Seizoen | Club           | Land      | Competitie | Wed. | Goals |
| ------- | -------------- | --------- | ---------- | ---- | ----- |
| 2012/13 | Olympique Lyon | Frankrijk | Ligue 1    | 5    | 0     |
| 2013/14 | Olympique Lyon | Frankrijk | Ligue 1    | 32   | 0     |
| 2014/15 | Olympique Lyon | Frankrijk | Ligue 1    | 38   | 0     |
| 2015/16 | Olympique Lyon | Frankrijk | Ligue 1    | 37   | 0     |
| Totaal  | Totaal         | Totaal    | Totaal     | 112  | 0     |

Bijgewerkt tot en met het seizoen 2015/16.

## Interlandcarrière
Lopes speelde zeventien interlands voor Portugal –19 en elf interlands voor Portugal –21. Op 31 maart 2015 maakte hij zijn debuut in het Portugees voetbalelftal in een vriendschappelijke interland tegen Kaapverdië. Bondscoach Fernando Santos nam Lopes op 17 mei 2016 op in de Portugese selectie voor het Europees kampioenschap voetbal 2016 in Frankrijk. Zijn landgenoten en hij wonnen hier voor het eerst in de geschiedenis van Portugal een groot landentoernooi. Een doelpunt van Éder in de verlenging besliste de finale tegen Frankrijk: 1–0. Lopes kwam tijdens het toernooi zelf niet in actie.

## Erelijst
| Europees kampioen | 1x | 2016 |

1 Lopes ·
3 Tagliafico ·
4 Akouokou ·
6 Caqueret ·
7 Veretout ·
8 Tolisso ·
9 Orban ·
10 Lacazette  ·
11 Fofana ·
15 Tessmann ·
16 Vinícius ·
17 Benrahma ·
18 Cherki ·
19 Niakhaté ·
20 Kumbedi ·
22 Mata ·
23 Perri ·
27 Omari ·
28 Da Silva ·
31 Matić ·
34 Diawara ·
37 Nuamah ·
40 Descamps ·
55 Ćaleta-Car ·
69 Mikautadze ·
98 Maitland-Niles ·
Coach: Sage
· Keeperstrainer: Vercoutre
1 Patrício ·
2 Alves ·
3 Pepe ·
4 M. Fernandes ·
5 Guerreiro ·
6 Fonte ·
7 Ronaldo  ·
8 Moutinho ·
9 A. Silva ·
10 João Mário ·
11 B. Silva ·
12 Lopes ·
13 Dias ·
14 Carvalho ·
15 Ricardo ·
16 B. Fernandes ·
17 Guedes ·
18 Gelson ·
19 Rui ·
20 Quaresma ·
21 Cédric ·
22 Beto ·
23 Adrien ·
Coach: Santos
1 Patrício ·
2 Semedo ·
3 Pepe ·
4 Dias ·
5 Guerreiro ·
6 Fonte ·
7 Ronaldo  ·
8 Moutinho ·
9 A. Silva ·
10 B. Silva ·
11 Fernandes ·
12 Lopes ·
13 Pereira ·
14 Carvalho ·
15 Rafa Silva ·
16 Sanches ·
17 Guedes ·
18 Neves ·
19 Gonçalves ·
20 Dalot ·
21 Jota ·
22 Rui Silva ·
23 Félix ·
24 Oliveira ·
25 Mendes ·
26 Palhinha ·
Coach: Santos